# Champagne Deutz
 (juin 2025).
Le Champagne Deutz est une maison de Champagne fondée en 1838 par William Deutz et Pierre-Hubert Geldermann, à Aÿ, avec un vignoble d'environ 200 hectares, dont 42 hectares en propriété, dans le vignoble de Champagne, et une production de sept crus de champagne (AOC).

## Histoire
William Deutz (1809–1884) et Pierre-Hubert Geldermann (1810–1884) sont issus de familles d’Aix-la-Chapelle en Allemagne où ils sont nés sous le Premier Empire. Attirés par la prospérité régnant en France sous le roi Louis-Philippe Ier, les deux immigrants s'installent en Champagne en 1830 où Deutz devient démarcheur pour la maison de champagne Bollinger en 1832 et Geldermann négociant en vin.

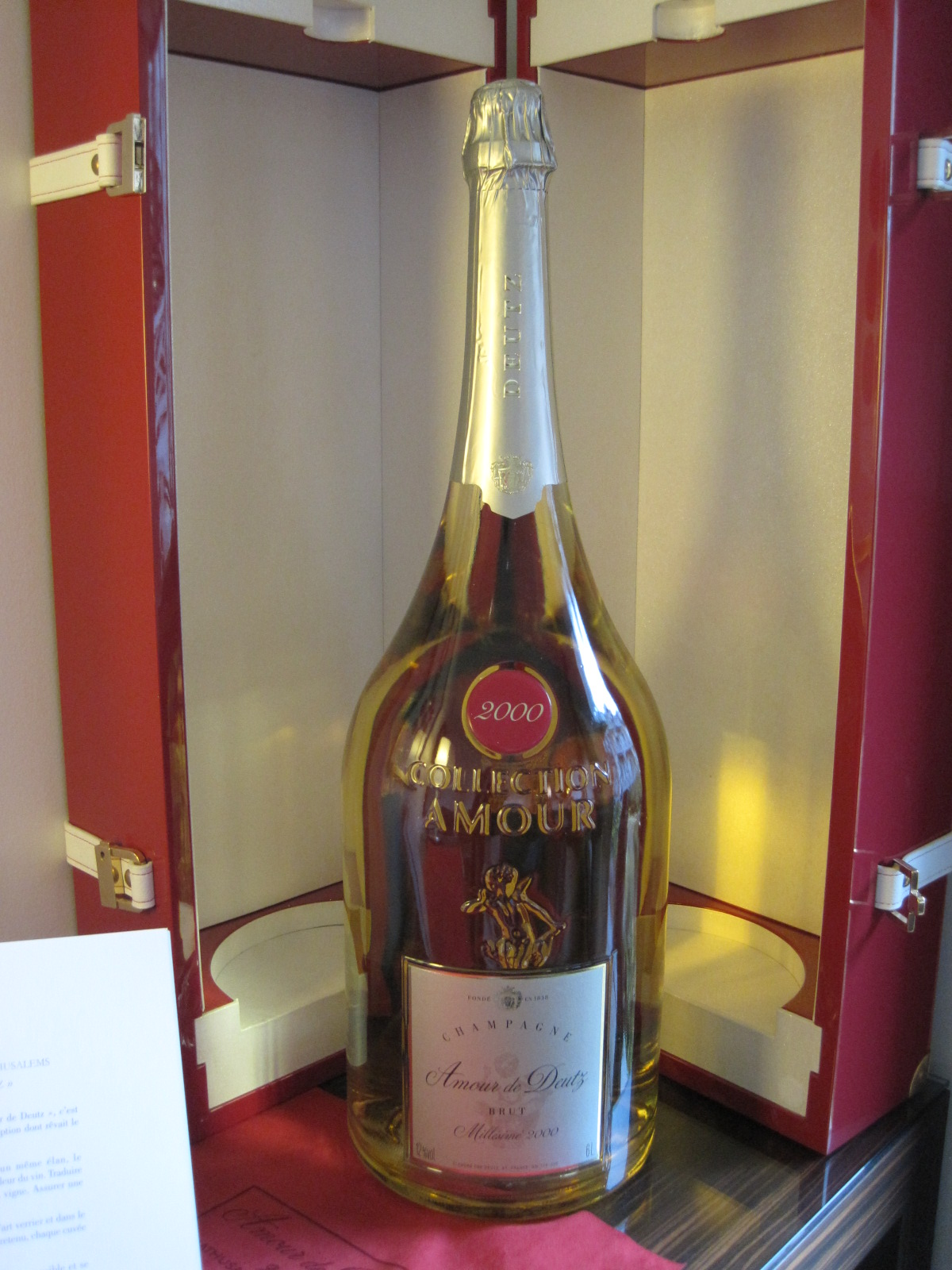
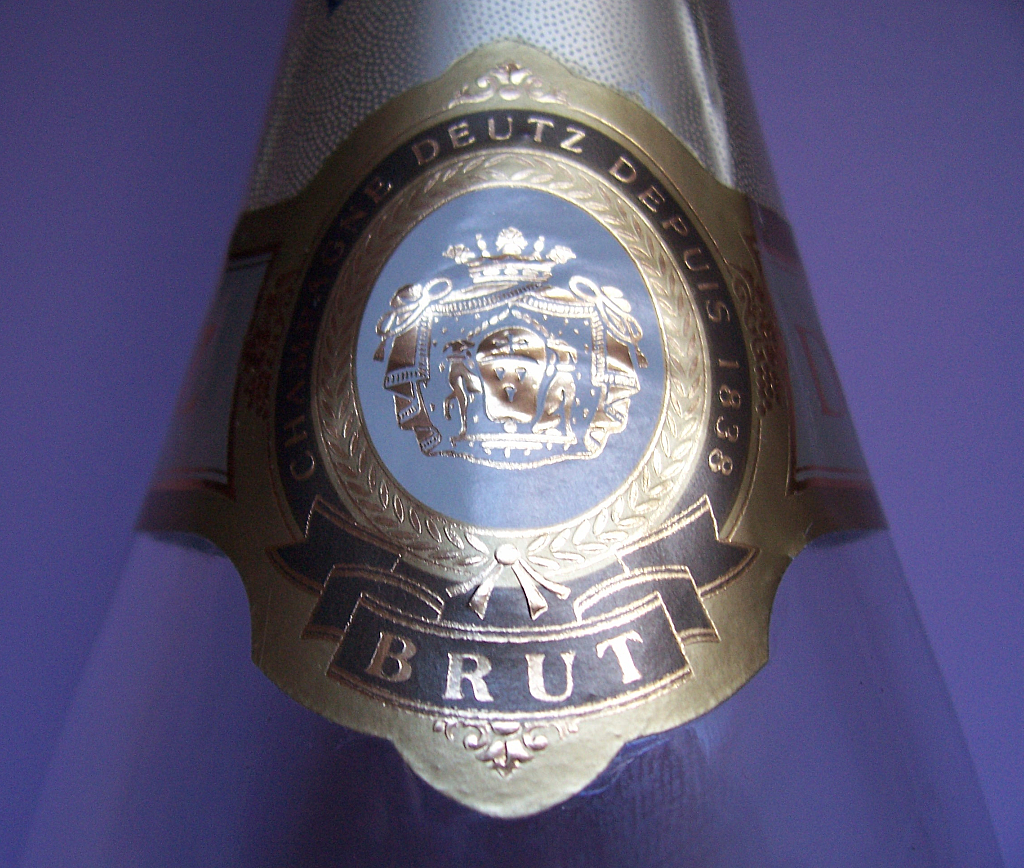
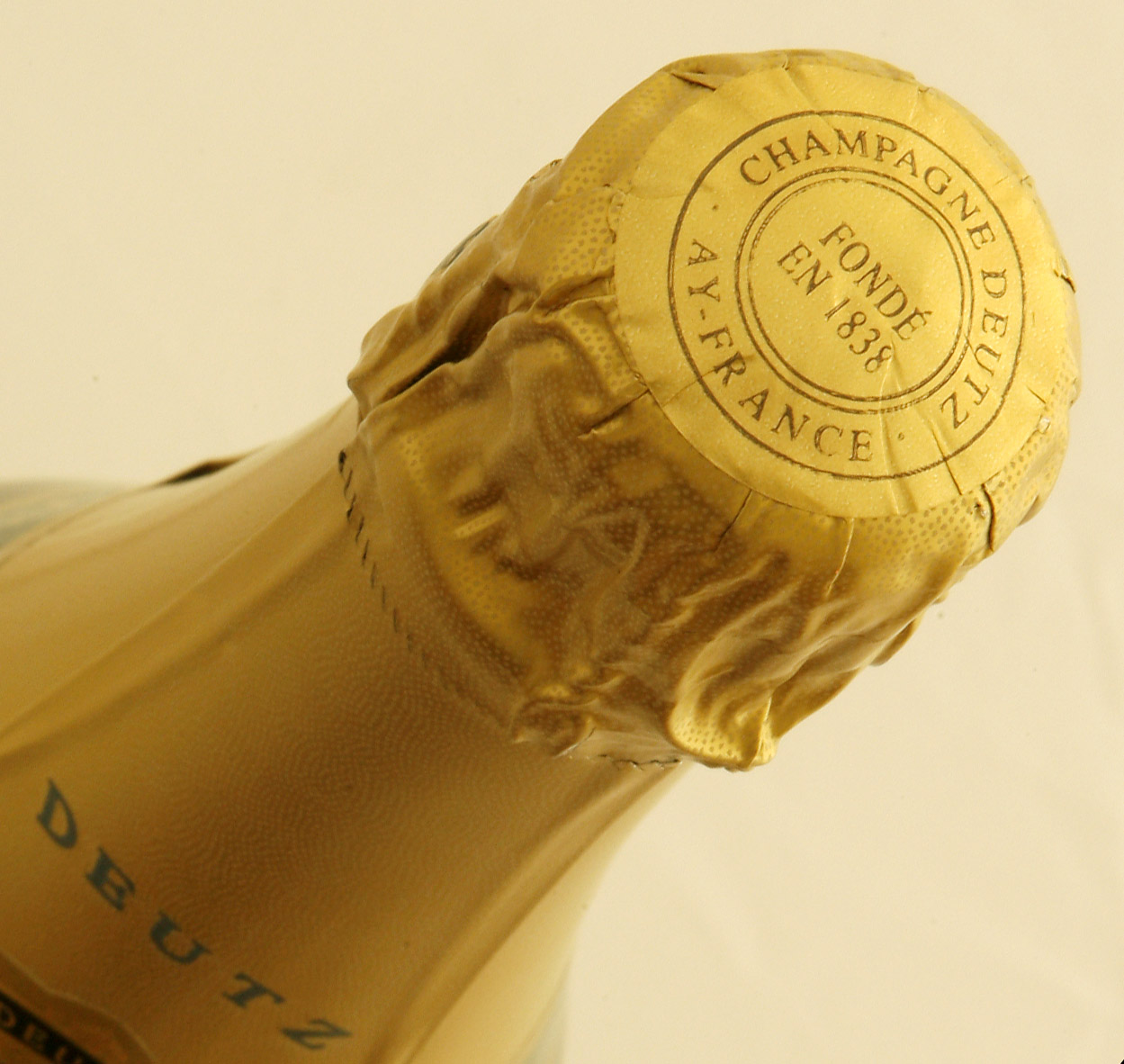

Les deux hommes ouvrent en 1838 une maison de négoce de vin. Avec leur bureau d'export vers l'Allemagne, ils s'approvisionnent de cuvées sur lattes déjà embouteillées, puis achètent des vignobles pour produire leurs propres crus. La Maison Deutz & Geldermann est dirigée par des générations successives de la famille Deutz et Geldermann qui, en se mariant à des champenois propriétaires de vignes, développent la maison devenue Deutz.
Le Champagne Deutz est acquis en 1983 par Louis Roederer et racheté en 1993 par la famille Rouzaud, actionnaire de la maison Roederer.
La maison Deutz possède 3 km de caves creusées au cœur des craies de la commune, à plus de 20 mètres sous terre dans la colline d'Aÿ. Elle produit 2,5 millions de bouteilles par an et exporte son champagne dans plus de 40 pays[source secondaire nécessaire].
Depuis 2023, Marc Hoellinger est le PDG de la maison[réf. souhaitée].

## Cuvées
Le style Deutz repose sur des assemblages constitués à près de 80 % de grands crus et de premiers crus[source secondaire nécessaire]. Le blanc de blancs millésimé est un champagne à la robe claire, au nez minéral et en bouche, un fruit blanc mûr et des fleurs séchées. Le brut rosé a des notes de groseille et de cerise.